# 朋友圈兒
《朋友圈兒》，是由台湾、韩国、中国大陆合作，浙江東陽春秋影視文化有限公司、溫州正栩影視製作有限公司聯合出品的65集現代的愛情故事，由賀軍翔、安七炫、李念領銜主演。本劇於2015年9月29日開機、2015年10月中國大陸拍攝1個月、2015年12月在台灣拍攝1個月。已殺青轉入後期製作，原本會在2016年台視或中視及湖南衛視黃金檔次播出。

## 簡介
這是一部新時代女人遭遇失婚、失戀後華麗轉變的勵志大作，由沈俊翔(賀軍翔飾)、任薇薇(李念飾)、宋均豪(安七炫飾)三個人的情感糾葛為主線，主要講述任薇薇、蘇惠、沈娜三個女人的愛情、婚姻故事。
任薇薇失戀後遇上患有恐女症的不婚主義男沈俊翔，兩人展開了一段歡喜冤家式的愛戀，而此時俊翔發現自己身患絕症決定假死離開薇薇，最終兩人經歷一番磨難終成眷屬。
蘇惠被丈夫沈皓背叛，沈娜和丈夫王暉感情遭遇瓶頸，兩人一度感到絕望，無所適從，後三人成立獨立女人微信群，通過朋友圈三個相互鼓勵、相互扶持著面對各種矛盾和困難，最後逐一找回經濟獨立、思想獨立、人格獨立的生命契機，最終尋找到了自我，浴火重生。

## 播出時間
以下時間以當地時間（台灣時間）為準

### 首播
| 頻道 | 所在地 | 播放日期 | 播放時間 |
| ---- | ------ | -------- | -------- |
|      | 臺灣   | 2016年   |          |

### 重播
| 頻道 | 所在地 | 播放日期 | 播放時間 |
| ---- | ------ | -------- | -------- |

## 演員列表

### 主要演員
| 演員   | 角色   | 介紹 | 登場集數 |
| 賀軍翔 | 沈俊翔 | 隱藏版富二代、法派總經理，主導推廣個性化魔法定制，在職場上大獲成功。但平時是個正義的小體育老師，患有嚴重的「恐女症」，碰到女生會全身觸電。 |          |
| 李念   | 任薇薇 | |          |
| 安七炫 | 宋均豪 | |          |

### 其他演員
| 演員   | 角色   | 介紹 | 登場集數 |
| 張璇   | 沈娜   |      |          |
| 趙丹   | 張艷艷 |      |          |
| 沈世朋 | 沈皓   |      |          |
| 方妍心 | 林佳佳 |      |          |
| 杜俊澤 |        |      |          |
| 吳珈瑋 |        |      |          |
| 钟楚曦 | 蘇惠   |      |          |
| 趙海濤 | 王暉   |      |          |
| 唐瑞宏 | 方芳   |      |          |
| 周宥伶 | 賴佩珊 |      |          |
| 劉家鵬 | 王文海 |      |          |
| 顏景瑤 | 林玲   |      |          |
| 楊德意 | 沈有聲 |      |          |
| 盛梓航 | 沈宗偉 |      |          |
| 丁國琳 | 丁琪   |      |          |
| 王岳峰 | 郝芎   |      |          |
| 蕭景鴻 | 丁凱   |      |          |

### 客串演員
| 演員 | 角色 | 介紹 | 登場集數 |

## 電視劇歌曲
| 曲別   | 歌名 | 演唱者 | 作詞 | 作曲 |
| 片頭曲 |      |        |      |      |
| 片尾曲 |      |        |      |      |
| 插曲   |      |        |      |      |

## 取景
大陸
- 保山
- 溫州大學
- 温州江濱路
- 溫州法派集團

台灣宜蘭
- 凱旋國中
- 新月廣場
- 中冠飯店
- 羅東文化工場
- 礁溪溫泉公園
- 冬山河香格里拉
- 國立傳統藝術中心
- 羅東博愛醫院小白宮後花園

## 製作團隊
- 出品：溫州正栩影視製作有限公司、浙江東陽春秋影視文化有限公司
- 出品人：孫榕
- 導演：陳俊任 張峰碩
- 編劇：陳俊任
- 製片人：索緒昌
- 贊助商：溫州和平整形、溫州法派集團
- 發行公司：中威娛樂股份有限公司、昇華娛樂股份有限公司

## 外部連結
- 朋友圈兒的新浪微博
- 豆瓣电影上《朋友圈兒》的資料 （简体中文）

| 臺灣 | 臺灣                  | 臺灣 |
| ---- | --------------------- | ---- |
|      | 朋友圈兒 （2016年－） |      |
| —    | —                     |      |